# Họ ngồi trên bậc thềm vàng...
Họ ngồi trên bậc thềm vàng... (tiếng Nga: Свидание с птицей) là một câu chuyện cổ tích của nhà văn Tatyana Tolstaya, ra đời năm 1983.

## Nội dung
...
Ôi, cái tuổi xế chiều của ta...
Còn chúng tôi thì chẳng nhận thấy gì, chúng tôi đã quên Veronika, chúng tôi đang có mùa đông, bệnh quai bị, trận lụt và những mụn cơm, tôi được may chiếc áo lông mới, một cô ở ngoài sân vuốt vuốt chiếc áo nói: 'Cừu non !'.
Vào mùa đông các chú lao công dán lên bầu trời đen sẫm những ngôi sao vàng, rải những mảnh kim cương tí xíu lên những lối đi dẫn vào trong sân về hướng thành Peterburg. Trèo lên những cái thang phía ngoài sân, họ chuẩn bị những món quà bất ngờ cho sáng sớm hôm sau: Bằng những bút lông tinh tế họ vẽ đuôi chim thiên đường ánh bạc lên những ô kính cửa sổ.
Tới khi tất cả chúng tôi đều chán mùa đông thì họ xúc nó lên chiếc xe tải chở ra ngoài thành phố, đẩy những đống tuyết gầy còm vào những hố đất, trộn đám tuyết thành một thứ cháo màu đen sền sệt cùng với những mầm của giống cây dại hoa vàng. Thành phố trong vài ngày hồng hào, cứng cáp và ồn ã.
Rồi từ chốn đó, từ phía chân trời xa tít tắp, mùa hè xanh mướt mùa ngọc bích lướt khướt chạy về, nói cười ầm ĩ, phất lá cờ sặc sỡ, cùng với những con kiến và những bông cúc dại màu trắng...

## Chuyển thể
- Ngồi trên bậc thềm vàng... (phim, 1986)